# Storholmen
Storholmen – miejscowość (tätort) w Szwecji, w regionie administracyjnym (län) Sztokholm, w gminie Lidingö.
Według danych Szwedzkiego Urzędu Statystycznego liczba ludności wyniosła: 208 (31 grudnia 2018) i 208 (31 grudnia 2019).